# Ulrik Anton Motzfeldt (1871–1942)
Ulrik Anton Motzfeldt, född den 26 januari 1871, död den 14 oktober 1942, var en norsk rättslärd, son till Ernst Motzfeldt.
Motzfeldt var 1902-05 och från 1909 assessor i Kristiania rådhusrätt, därjämte sedan 1909 examinator och censor vid de juridiska ämbetsexamina. Han blev 1923 extra ordinarie høyesteretsassessor.
Motzfeldt utgav bland annat Den ældre norske rets regler om eiendom til og benyttelse af ferskt vand etc. och Den norske vasdragsrets historie indtil aaret 1800, med domssamling (1908; avhandling för juris doktorsgrad).